# Messe en ut majeur K. 337 de Mozart
Messe Solennelle

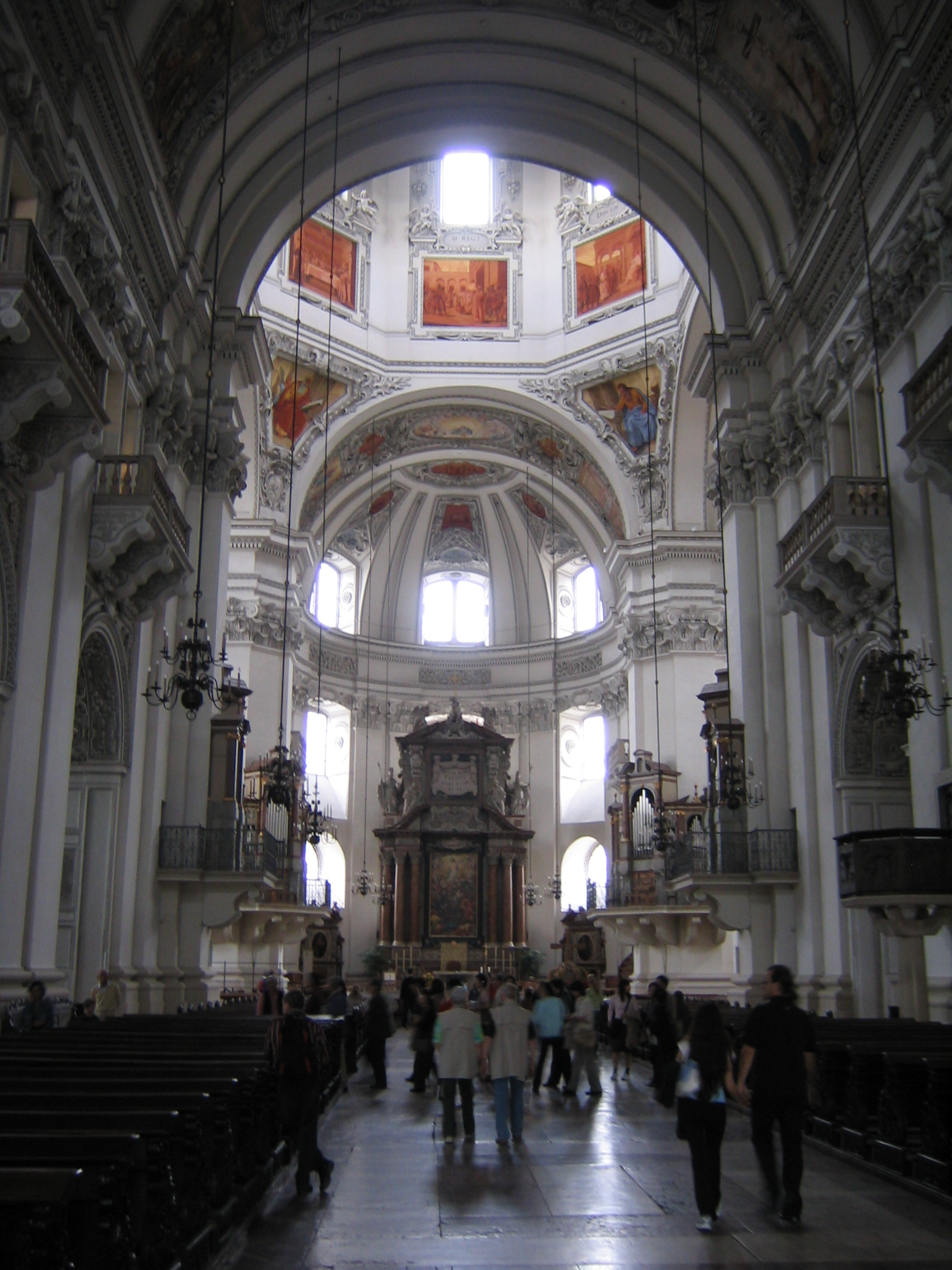
Cathédrale Saint-Rupert de Salzbourg

La messe en do majeur KV. 337, (dite aussi Messe Solennelle) est une œuvre de Wolfgang Amadeus Mozart écrite en 1780 à Salzbourg. C'est la dernière messe complète composée par Mozart.

## Historique
Mozart a écrit la Messe en ut majeur pour la cour du prince-archevêque de Salzbourg Hieronymus von Colloredo-Mannsfeld. La messe a été exécutée plus tard à l'occasion des fêtes du couronnement de Léopold comme roi de Bohême. Elle a été interprétée dans la cathédrale Saint-Guy de Prague le mardi 6 septembre 1791, jour du Couronnement, sous la direction d'Antonio Salieri et en présence de Mozart. Salieri était alors le Kapellmeister de la cour, et en dépit de la rivalité qui l'opposait à Mozart, il avait choisi diverses œuvres de ce dernier pour les jouer durant les fêtes du Couronnement, et parmi elles trois messes: la Messe Piccolomini (KV. 258), la Messe du Couronnement (KV. 317) et la présente messe (KV 337).
Le 12 septembre, pour le couronnement de Marie-Louise comme reine de Bohême dans la cathédrale Saint-Guy, la messe a été à nouveau exécutée, une fois de plus sous la direction de Salieri.

### Première version inachevée du Credo et sa complétion
L'autographe de la messe contient une autre version du Credo. Cette esquisse a une longueur de 136 mesures et s'arrête brusquement après les mots cuius regni non erit finis. On ne sait pas pourquoi Mozart a arrêté de travailler à cette version et en effet il a commencé à composer la seconde et complète version, en utilisant la page suivante de l'autographe. C'est peut-être dû au fait que Mozart a oublié de mettre en musique les mots sub Pontio Pilato dans la première version. En 1989 et 2003, le Dr Murl Sickbert a complété ce fragment qui en 2006 a été joué à la Hardin–Simmons University, Texas.

## Structure
L'œuvre comporte six mouvements, qui suivent l'ordinaire de la messe:
1. Kyrie, Allegro, en ut majeur, à 
, 56 mesures
2. Gloria, Allegro molto, en ut majeur, à , 99 mesures
3. Credo
— Credo in unum deum, Allegro vivace, en ut majeur, à 
, 176 mesures
— Et incarnatus est, Andante (mesure 56), en ut majeur
—Et resurrexit..., Allegro vivace (mesure 80), en ut majeur
4. Sanctus, Adagio, en ut majeur, à , 27 mesures
—Hosanna, Allegro non troppo (mesure 9)
5. Benedictus, Allegro non troppo, en la mineur, à , 53 mesures
6. Agnus Dei, Andante sostenuto, en mi bémol majeur, à , 119 mesures
—Dona nobis pacem..., Allegro assai (mesure 35), en ut majeur, à

- Durée de l'exécution : environ 25 minutes

Le Sanctus renferme des formules du Kyrie ainsi qu'une formule au violon, qu'il a réutilisée dans Idomeneo, re di Creta. Le Benedictus se singularise par rapport aux autres Benedictus des messes de Mozart car on y trouve une fugue austère dans un style archaïque.

## Orchestration
| Instrumentation de la messe en ut majeur K. 337                              |
| Voix                                                                         |
| Solo : soprano, alto, ténor, baryton Chœur : sopranos, altos, ténors, basses |
| Cordes                                                                       |
| premiers violons, seconds violons, violoncelles, contrebasses                |
| Bois                                                                         |
| 2 hautbois 2 bassons                                                         |
| Cuivres                                                                      |
| 2 cors en do, 2 trompettes en do (clarines), 3 trombones                     |
| Percussions                                                                  |
| 2 timbales en do et sol                                                      |
| Clavier                                                                      |
| orgue                                                                        |

L'orgue interprète la basse continue durant une grande partie de l'œuvre.